# Listă de regizori de film - Z
|  | Liste alfabetice de regizori de film A - B - C - D - E - F - G - H - I - J - K - L - M - N - O - P - Q - R - S - T - U - V - W - X - Y - Z |

| - Steven F. Zambo - Peter Zadek (* 1926) - Krzysztof Zanussi (* 1939) - Karel Zeman (1910 - 1989) - Robert Zemeckis (* 1952) - Zhang, Yimou | - Christian Ziewer (* 1941) - Willy Zielke (1902 - 1989) - Fred Zinnemann (1907 - 1997) - Frații Zucker - Andrzej Zulawski (* 1940) | - Xawery Zulawski - Greg Zglinski (* 1968) - Edward Zwick - Terry Zwigoff |

### Vedeți și
- Listă de actori - Z
- Listă de actrițe - Z